# Кокорин, Никита Константинович
Никита Константинович Кокорин (род. 22 июля 1989) — казахстанский ватерполист, полузащитник «Астаны» и сборной Казахстана.

## Биография

### Клубная карьера
- 4 место в чемпионате России (1) - 2010/11 в составе команды «Астаны»

### Карьера в сборной
- Чемпион Пляжных Азиатских игр (1) - 2010
- Чемпион Азии (1) - 2012
- Участник чемпионата мира (2) - 2009 (16 место), 2011 (13 место)
- Участник Олимпийских игр (1) - 2012 (11 место)